# Crni Potok (Topusko)
Crni Potok is een plaats in de gemeente Topusko in de Kroatische provincie Sisak-Moslavina. De plaats telt 178 inwoners (2001).